# Kîianka, Iemilciîne
Kîianka (în ucraineană Киянка) este localitatea de reședință a comunei Kîianka din raionul Iemilciîne, regiunea Jîtomîr, Ucraina.

## Demografie
Componența lingvistică a localității Kîianka
     Ucraineană (98,82%)
     Alte limbi (0,95%)
Conform recensământului din 2001, majoritatea populației localității Kîianka era vorbitoare de ucraineană (98,82%), existând în minoritate și vorbitori de alte limbi.